# 郑和群礁
鄭和群礁（英語：Tizard Bank）是位於南沙群島北部的第四列環礁，在道明群礁正南方。由太平島、中灘、中洲礁、敦謙沙洲、舶蘭礁、安達礁、鴻庥島、南薰礁、小南薰礁等組成，是南沙群島最大的群礁。

## 歷史
- 遠在明代鄭和下西洋時期，就有关于今所谓“鄭和群礁”的記載。
- 1935年中国公布其名称为铁沙礁。
- 1944年第二次世界大戰期間，由日本佔領。
- 1947年和1983年中国的公布名称为郑和群礁。有外文图书称其为Tizard Bank and Reefs[2]。
- 第二次世界大戰戰後，於1952年的對日和約中明文規定，日本放棄對南沙群島的一切權利、權利名義與要求。
- 1945年12月12日，中國設立「南沙管理處」隸屬廣東省政府管轄。
- 1946年10月，中國國民政府海军派遣上校林遵、姚汝鈺率「中業號」、「永興號」、「太平號」、「中建號」等四艘軍艦接收南海諸島，並建碑測圖。
- 1956年，中華民國海軍先後派出立威部隊、威遠部隊和寧遠部隊三次巡察南沙群島。在巡弋過程中，曾在太平島、南威島、西月島重樹石碑、舉行升旗禮，並改編為「南沙守備區」，改派海軍陸戰隊守備太平島。[3]

## 實質控制現況
鄭和群礁目前有多个国家控制：
- 太平島、中洲礁由中華民國驻军，
- 敦謙沙洲、舶蘭礁、鴻庥島由越南驻军，
- 南薰礁、安達礁由中華人民共和國驻军。

| 郑和群礁                                                                                             |
| --- |
| 安达礁（中） 舶兰礁 （越） 敦谦沙洲（越） 中洲礁（台） 太平岛（台） 南薰礁（中） 小南薰 鸿庥岛（越） |

## 地质地形
该滩呈东北一西南走向，长59.37km，宽18.44km，中部最宽处为21.5km。水深50-80m。

## 地理坐标
北纬10度09分-25分，东经114度13分-44分海域内